# Maxima (сеть супермаркетов)

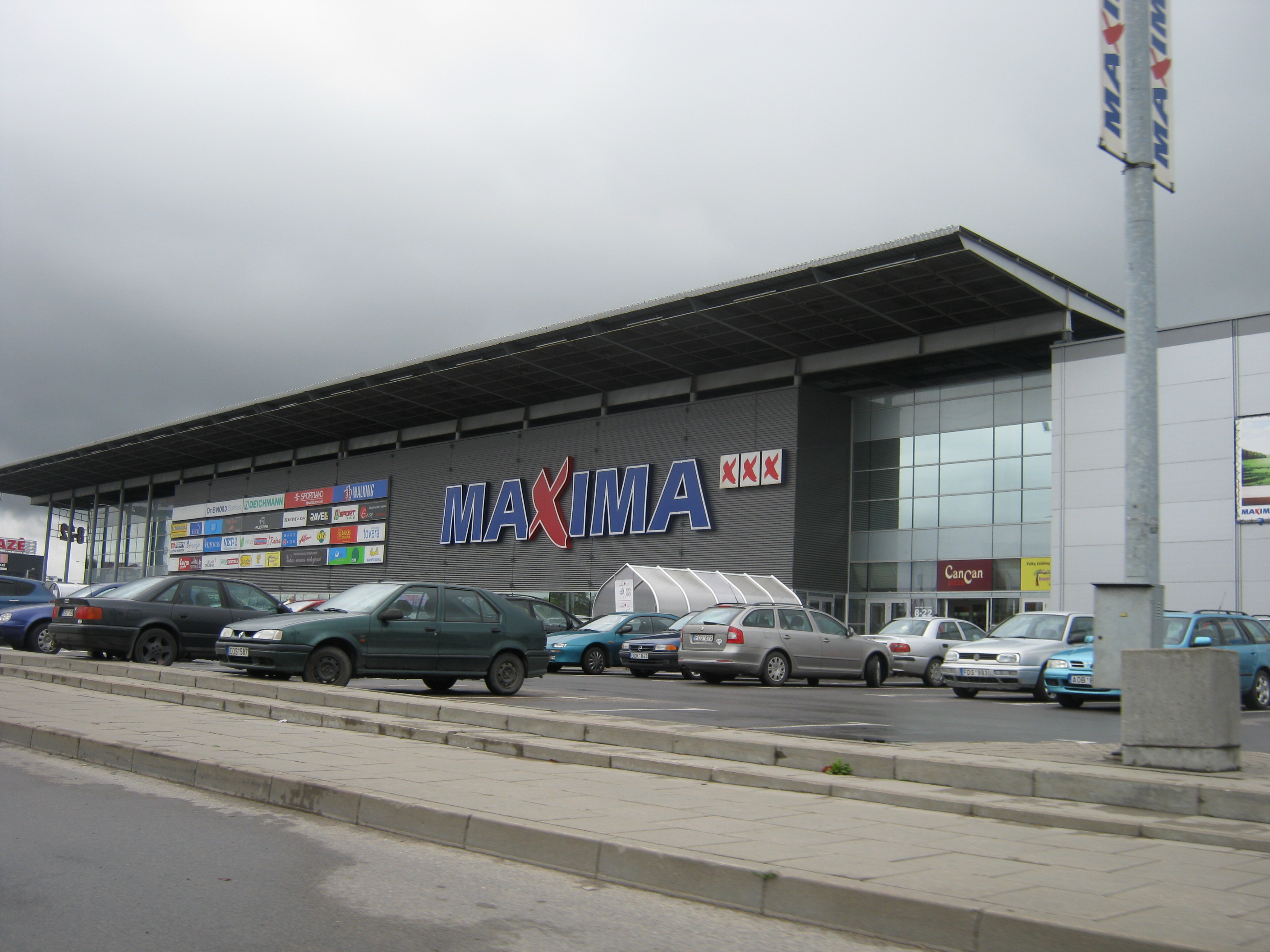
Maxima формата XXX в Литве

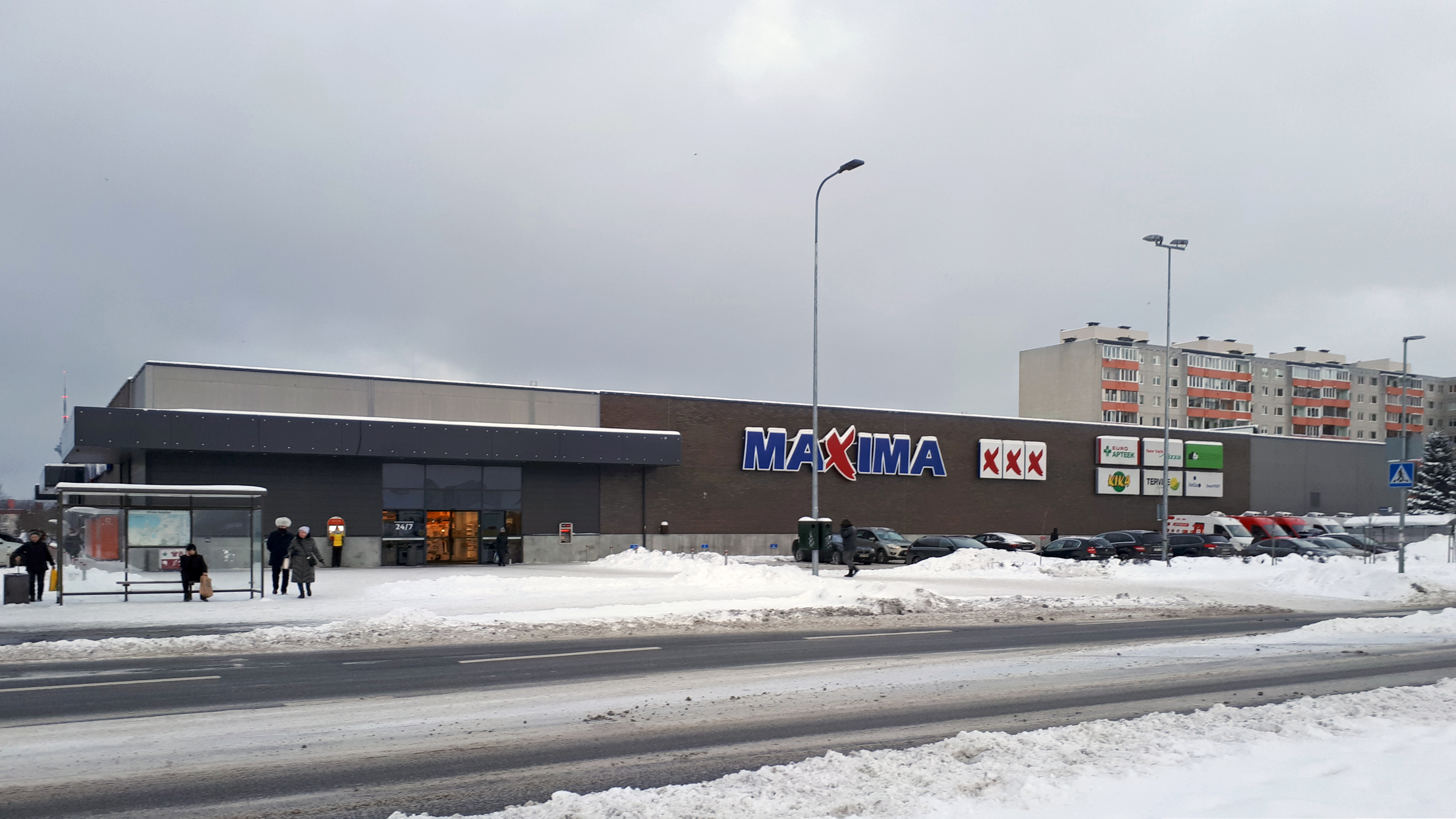
Maxima XXX в Таллине, Эстония

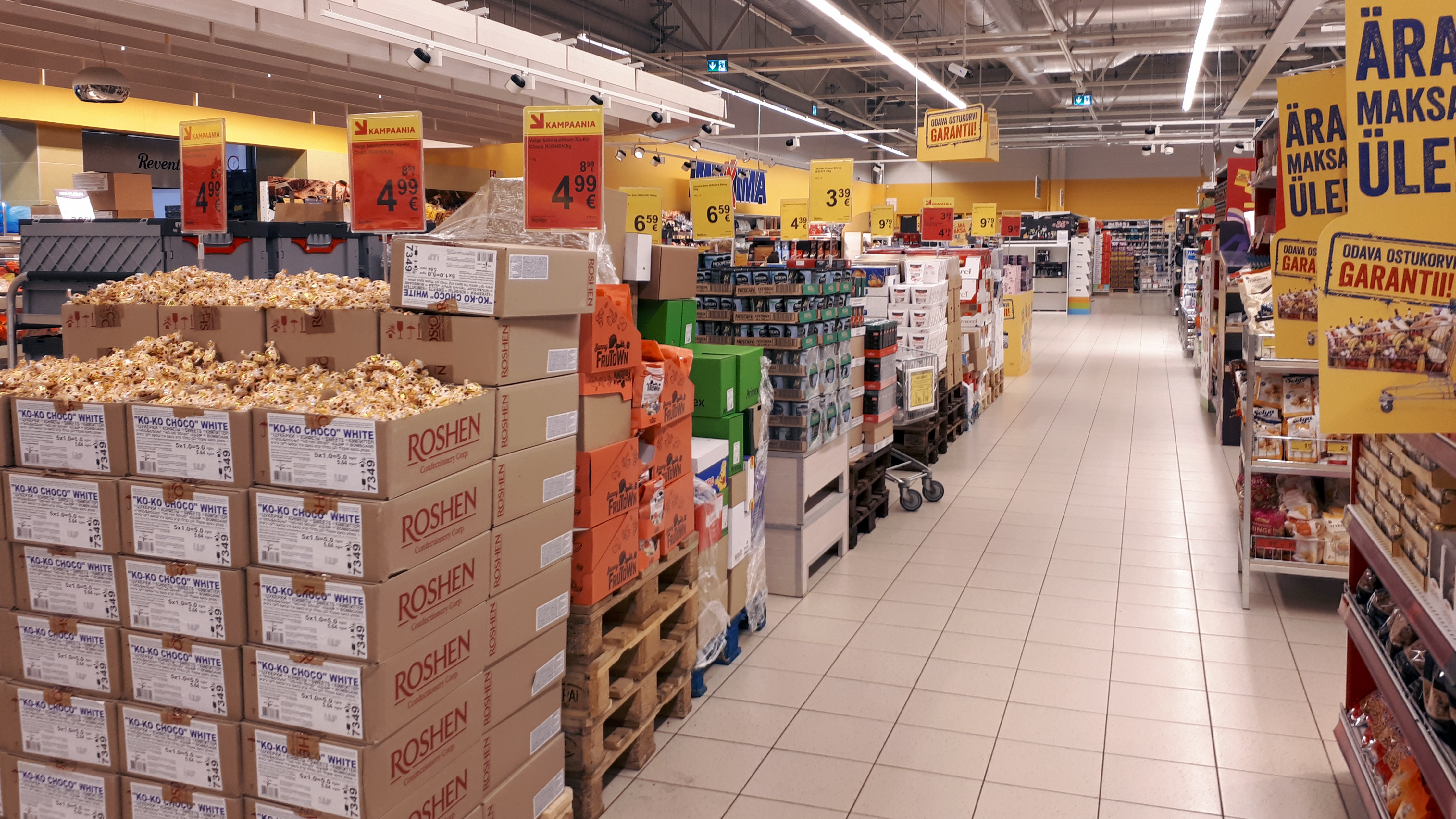
Торговый зал магазина «Priisle Maxima XXX» в Таллине

Maxima — литовская сеть супермаркетов различного формата, входящая в группу компаний Maxima Group. Принадлежит холдингу ЗАО «Vilniaus prekyba».

## Деятельность
Свою деятельность сеть начала с открытия первого магазина в 1992 году под именем VP Market.
Основатели — Нериюс Нума, его братья Юлюс и Владас, братья Марцинкявичюсы — Жильвинас, Гинтарас и Миндаугас, а также Игнас Сташкявичюс, Ренатас Вайткявичюс и Миндаугас Багдонавичюс.
После ребрендинга в 2006 году, магазины сети по своему размеру делятся на 4 типа:
- Maxima X (ранее «Minima») — магазины «у дома»;
- Maxima XX (ранее «Media») — супермаркеты. Первоначально назывались «Taupa», затем «Т-Market», и «Saulutė»;
- Maxima XXX (ранее «Maxima») — гипермаркеты;
- Maxima XXXX — единственный магазин находится в крупнейшем литовском ТЦ «Akropolis».

Сеть является лидером в Литве, занимая почти 36 % рынка розничной торговли страны. Завоевав лидирующие позиции в Литве, сеть начала продвижение в другие страны. Число магазинов сети на 2022 год:
- Литва — 252;
- Латвия — 173 (начало деятельности 2001 год);
- Эстония — 85;
- Болгария — 98 (под маркой «Т-маркет»);
- Польша — 806 (включая 87 франчайзинговых магазинов).

В Эстонии число работников предприятия MAXIMA Eesti OÜ по состоянию на 31 декабря 2022 года составляло 3117 человек. В 2019 году магазины сети ежедневно обслуживали в среднем 170 000 покупателей. В 2017 году торговый оборот сети Эстонии составил 470 миллионов евро и сеть вошла в TOP10 крупнейших предприятий, работодателей и налогоплательщиков Эстонии. Девиз компании в Эстонии: «То, что нужно!». В 2023 году в стране насчитывалось 84 магазина сети, из них 59 Maxima X, 22 Maxima XX и 3 гипермаркета Maxima XXX.
К началу 2016 года сеть внедрила в своих литовских магазинах 144 кассы самообслуживания (Каунас, Паневежис, Мариямполе). 
В Эстонии в 2020 году насчитывалось 385 касс самообслуживания, в которых можно расплачиваться как наличными деньгами, так и платёжной карточкой. С 20 мая 2020 года чеки в этих кассах выдаются только по желанию покупателя, для чего надо подтвердить свой выбор на экране кассового аппарата.

## Чрезвычайные происшествия
- 21 ноября 2013 года — обрушение торгового центра Maxima в Риге с большим числом человеческих жертв (погибли 54 человека). По итогам последующей проверки приостановлено разрешение на строительство нового магазина Maxima в Риге на ул. Даммес[10]. Аналогичные проверки прошли и в зданиях магазинов сети в Литве[11]. После этого компания сменила лозунг «Всё продумано» на «Чтобы всего хватало».